# Smjadowo (gmina)
Smjadowo (bułg. Община Смядово)  − gmina w północno-wschodniej Bułgarii, w obwodzie Szumen.

## Miejscowości
Miejscowości wchodzące w skład gminy Smjadowo:
- Aleksandrowo (bułg.: Александрово),
- Bjał brjag (bułg.: Бял бряг),
- Czerni wrych (bułg.: Черни връх),
- Jankowo (bułg.: Янково),
- Kyłnowo (bułg.: Кълново),
- Nowo Jankowo (bułg.: Ново Янково),
- Risz (bułg.: Риш),
- Smjadowo (bułg.: Смядово) − siedziba gminy,
- Weselinowo (bułg.: Веселиново),
- Żełyd (bułg.: Желъд),